# Viața cotidiană în Egiptul Antic

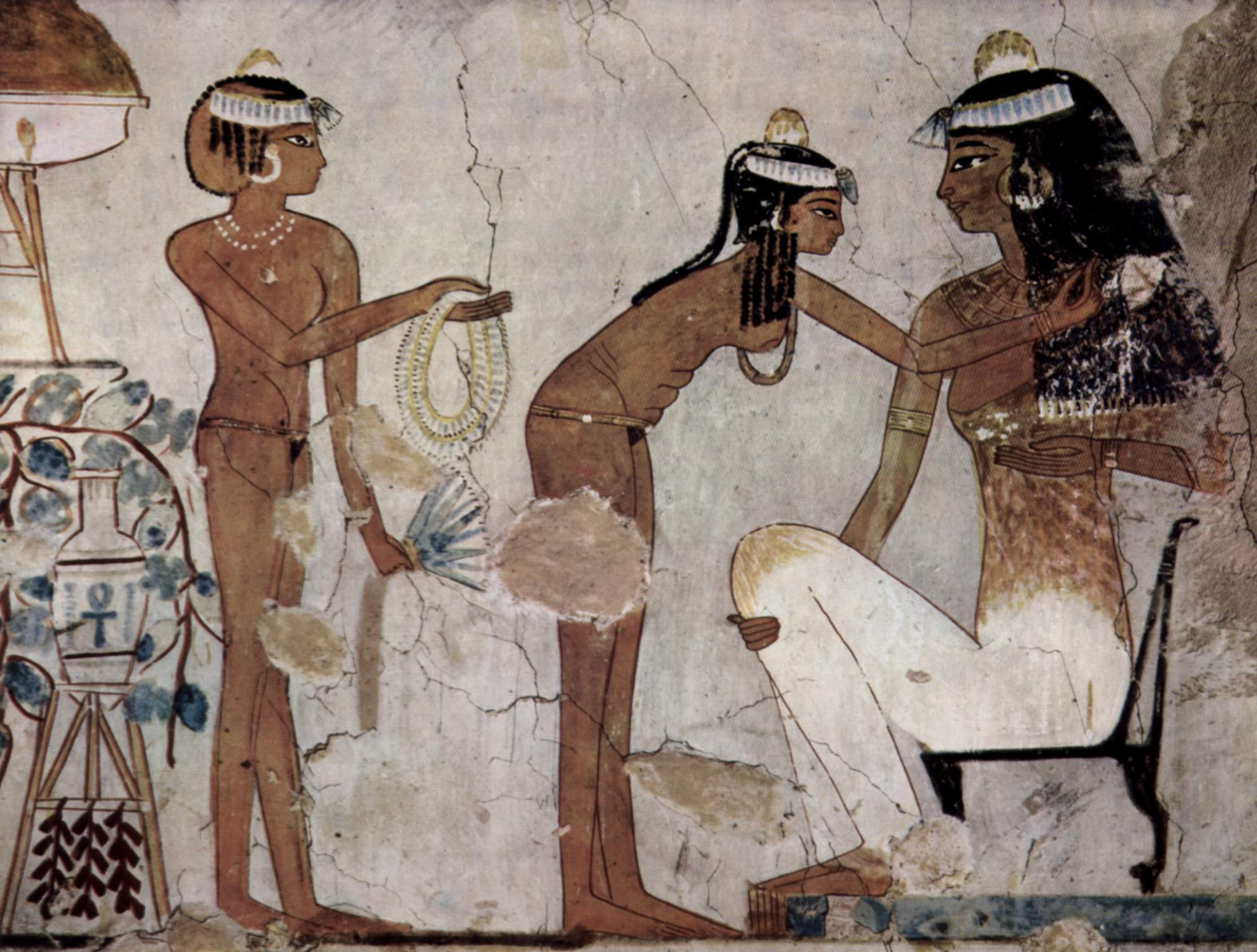
Coafarea unei femei

Viața de zi cu zi la vechii egipteni este relativ bine cunoscută în comparație cu cea din alte civilizații antice. Societatea egipteană era foarte ierarhică și erau diferențe mari între viața agricultorilor, care reprezentau marea majoritate a egiptenilor ce trăiau într-o stare aproape de cea a iobăgiei, și cea a nobilimii.
Herodot a spus că "Egiptul este un dar al Nilului și al zeilor și că acesta a pătruns toate aspectele vieții, inclusiv cele mitologice.

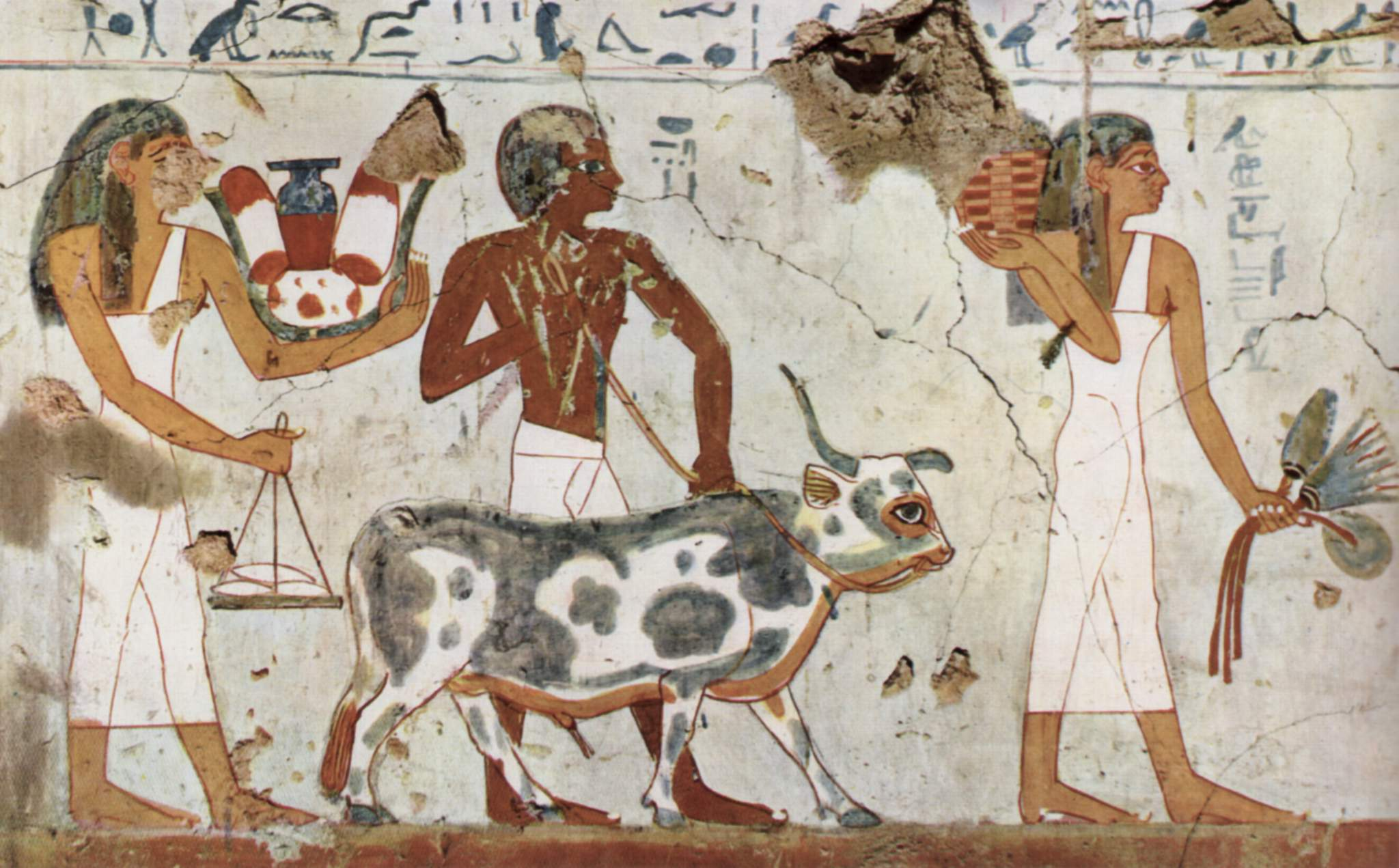
Plata în natură a taxelor

Pe malul Nilului, au avut loc revoluția neolitică, agricultura, domesticirea animalelor și practici de creștere a animalelor. Observând că au o producție mai mare de plante pe baza nămolului adus de inundații, egiptenii au ajuns să creeze sisteme de irigare, care a dus la apariția unei economii de stocare, care a ajutat la transformarea și dezvoltarea științei și artelor.

## Articole detaliate

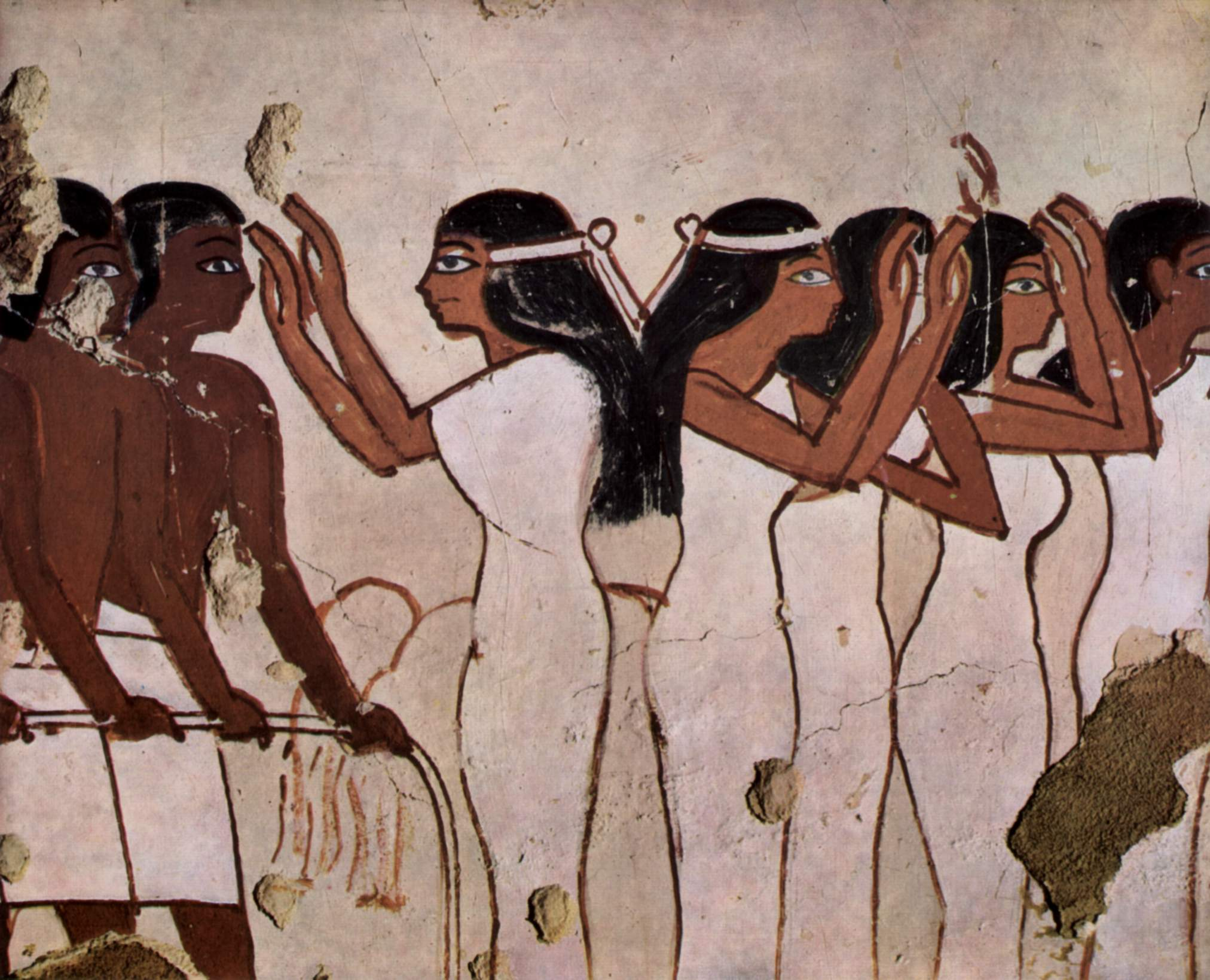
Înmormântarea - Mormântul lui Horemheb.

| - Alimentația în Egiptul Antic - Locuința în Egiptul Antic - Meșteșugurile în Egiptul Antic - Medicina în Egiptul Antic - Calendarul egiptean - Numerele egiptene - Tehnica de înmulțire în Egiptul Antic - Unitățile de măsură în Egiptul Antic - Scrisul - Sclavia în Egiptul Antic | - Cetățenia în Egiptul Antic - Statutul femeilor în Egiptul Antic - Căsătoria în Egiptul Antic - Jocul în Egiptul Antic - Sportul în Egiptul Antic - Animalele în Egiptul Antic - Cosmetica în Egiptul Antic - Haremul în Egiptul Antic - Barca în Egiptul Antic |